# Leichtathletik-Weltmeisterschaften 1999/Weitsprung der Frauen
Der Weitsprung der Frauen bei den Leichtathletik-Weltmeisterschaften 1999 wurde am 21. und 23. August 1999 im Olympiastadion der spanischen Stadt Sevilla ausgetragen.
Weltmeisterin wurde die Spanierin Niurka Montalvo. Sie war 1995 Vizeweltmeisterin und hatte bis 1999 die kubanische Staatsbürgerschaft. Rang zwei belegte italienische Weltmeisterin von 1995, WM-Dritte von 1997, Olympiazweite von 1996, Vizeeuropameisterin von 1998 und EM-Dritte von 1994 Fiona May. Bronze ging an die US-Amerikanerin Marion Jones, die vor allem als Sprinterin erfolgreich war. 1997 und auch hier in Sevilla war sie Weltmeisterin über 100 Meter geworden und hatte außerdem 1997 WM-Gold mit der US-amerikanischen 4-mal-100-Meter-Staffel gewonnen.

## Bestehende Rekorde
| Weltrekord | 7,52 m | Galina Tschistjakowa | Leningrad (heute St. Petersburg), Sowjetunion (heute Russland) | 11. Juni 1988     |
| WM-Rekord  | 7,36 m | Jackie Joyner-Kersee | WM 1987 in Rom, Italien                                        | 4. September 1987 |

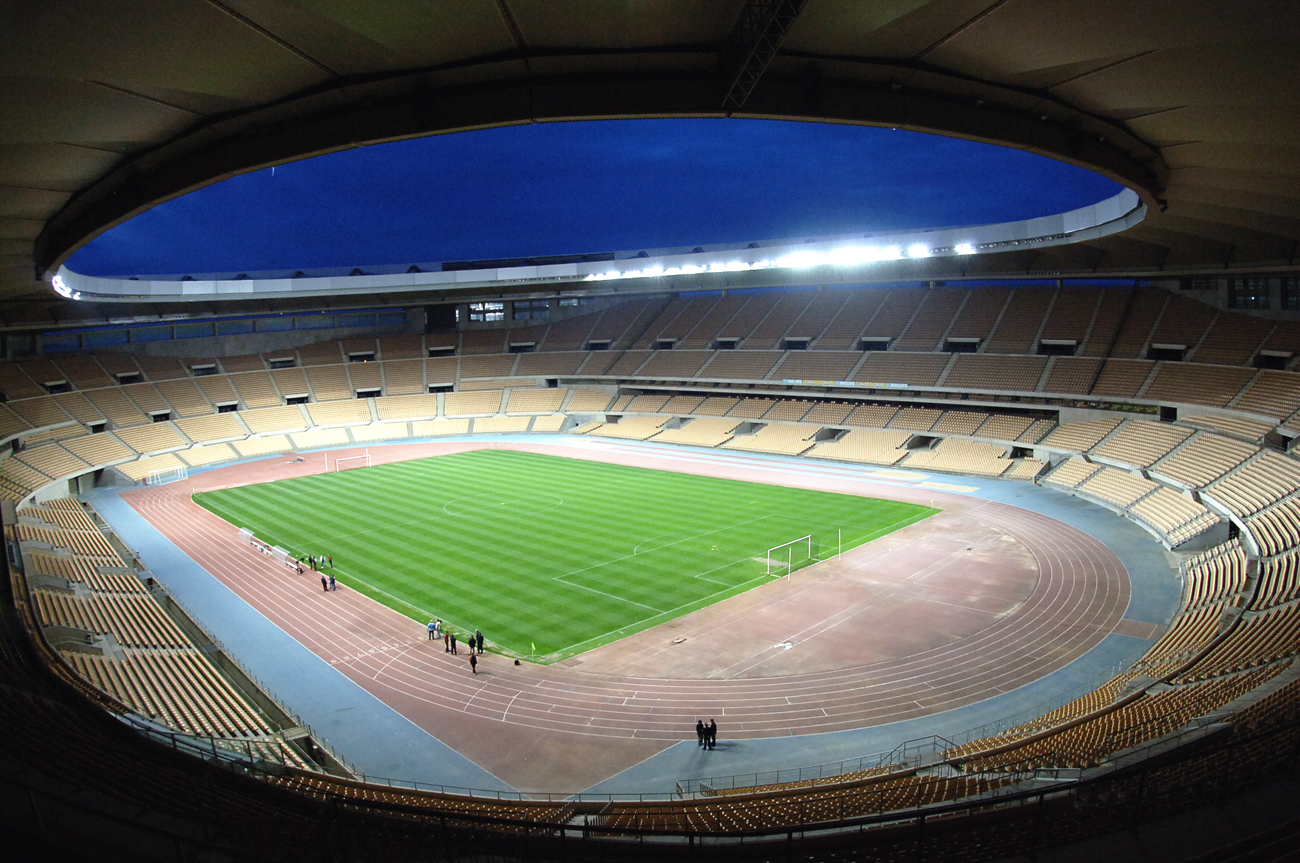
Das Olympiastadion von Sevilla im Jahr 2011

Der bestehende WM-Rekord wurde bei diesen Weltmeisterschaften nicht eingestellt und nicht verbessert.
Es wurden zwei Landesrekorde erzielt.
- 6,55 m – Baya Rahouli (Algerien), Qualifikationsgruppe A am 21. August
- 7,06 m – Niurka Montalvo (Spanien), Finale am 23. August

## Windbedingungen
In den folgenden Ergebnisübersichten sind die Windbedingungen zu den einzelnen Sprüngen benannt. Der erlaubte Grenzwert liegt bei zwei Metern pro Sekunde. Bei stärkerer Windunterstützung wird die Weite für den Wettkampf gewertet, findet jedoch keinen Eingang in Rekord- und Bestenlisten.
In diesem Wettbewerb gab es keinen einzigen Sprung mit unzulässiger Windunterstützung.

## Legende
Kurze Übersicht zur Bedeutung der Symbolik – so üblicherweise auch in sonstigen Veröffentlichungen verwendet:
| –   | verzichtet                                  |
| x   | ungültig                                    |
| r   | Wettkampf nicht fortgesetzt (retired)       |
| NWI | keine Windinformation (No Wind Information) |

## Qualifikation
21. August 1999, 11:30 Uhr
33 Teilnehmerinnen traten in zwei Gruppen zur Qualifikationsrunde an. Die Qualifikationsweite für den direkten Finaleinzug betrug 6,80 m. Drei Athletinnen übertrafen diese Marke (hellblau unterlegt). Das Finalfeld wurde mit den neun nächstplatzierten Sportlerinnen auf zwölf Springerinnen aufgefüllt (hellgrün unterlegt). So mussten schließlich 6,62 m für die Finalteilnahme erbracht werden.
Dabei kam auch die Platzierungsregel über den besseren zweitbesten Versuch zur Anwendung. Die in der Summe beider Qualifikationsgruppe zwölftplatzierte Dawn Burrell hatte neben ihren 6,62 m als besten Sprung eine Weite von 6,56 m für ihren zweitbesten Versuch aufzuweisen. Tatjana Kotowa mit ebenfalls 6,62 m hatte als zweitbeste Weite 6,53 m erzielt und schied damit auf Gesamtrang dreizehn aus.

### Gruppe A
| Platz | Name                  | Nation         | Resultat (m) | 1. Versuch (m) Wind (m/s) | 2. Versuch (m) Wind (m/s) | 3. Versuch (m) Wind (m/s) |
| 1     | Fiona May             | Italien        | 7,04         | 7,04 / +0,2               | –                         | –                         |
| 2     | Niurka Montalvo       | Spanien        | 6,78         | 6,56 / +0,3               | x                         | 6,78 / −0,2               |
| 3     | Olga Rubljowa         | Russland       | 6,76         | x                         | 6,52 / +0,2               | 6,78 / ±0,0               |
| 4     | Joanne Wise           | Großbritannien | 6,75         | 6,75 / +0,1               | 6,45 / NWI                | x                         |
| 5     | Nicole Boegman        | Australien     | 6,63         | 6,63 / −0,2               | x                         | 6,56 / +0,1               |
| 6     | Dawn Burrell          | USA            | 6,62         | 6,45 / −0,6               | 6,62 / +0,2               | 6,56 / +0,6               |
| 7     | Tatjana Kotowa        | Russland       | 6,62         | 6,09 / −1,1               | 6,62 / +0,6               | 6,53 / +0,4               |
| 8     | Baya Rahouli          | Algerien       | 6,55 NR      | 6,55 / −1,0               | x                         | 6,51 / +0,6               |
| 9     | Aurélie Felix         | Frankreich     | 6,54         | 6,23 / −1,8               | 6,53 / +0,1               | 6,24 / ±0,0               |
| 10    | Jelena Koschtschejewa | Kasachstan     | 6,40         | x                         | 6,40 / −0,6               | x                         |
| 11    | Olena Schechowzowa    | Ukraine        | 6,39         | x                         | 6,28 / +0,4               | 6,39 / −0,4               |
| 12    | Jackie Edwards        | Bahamas        | 6,23         | 6,20 / −0,6               | 6,23 / −0,5               | 6,20 / −0,5               |
| 13    | Elena Bobrovskaya     | Kirgisistan    | 6,07         | 5,87 / −1,5               | 6,07 / +0,3               | 5,70 / −0,5               |
| 14    | Luciana dos Santos    | Brasilien      | 6,00         | x                         | x                         | 6,00 / +0,2               |
| NM    | Vanessa Monar         | Kanada         | ogV          | x                         | x                         | x                         |
| DNS   | Camilla Johansson     | Schweden       |              |                           |                           |                           |
| DNS   | Heike Drechsler       | Deutschland    |              |                           |                           |                           |
| DNS   | Chioma Ajunwa         | Nigeria        |              |                           |                           |                           |

### Gruppe B
| Platz | Name                  | Nation                       | Resultat (m) | 1. Versuch (m) Wind (m/s) | 2. Versuch (m) Wind (m/s) | 3. Versuch (m) Wind (m/s) |
| 1     | Ljudmila Galkina      | Russland                     | 6,88         | 6,53 / −1,4               | 6,88 / ±0,0               | –                         |
| 2     | Marion Jones          | USA                          | 6,81         | 6,63 / −0,5               | 6,81 / ±0,0               | –                         |
| 3     | Erica Johansson       | Schweden                     | 6,79         | 6,68 / −0,5               | 6,79 / −0,8               | x                         |
| 4     | Susen Tiedtke         | Deutschland                  | 6,67         | 6,49 / −0,2               | 6,67 / +0,1               | 6,49 / −0,2               |
| 5     | Maurren Higa Maggi    | Brasilien                    | 6,66         | 6,66 / +0,1               | 6,62 / +0,1               | x                         |
| 6     | Shana Williams        | USA                          | 6,63         | x                         | x                         | 6,63 / −0,1               |
| 7     | Agata Karczmarek      | Polen                        | 6,58         | x                         | 6,53 / 0,3                | 6,58 / +0,1               |
| 8     | Valentina Gotovska    | Lettland                     | 6,55         | 6,28 / −0,1               | 6,55 / ±0,0               | 6,53 / +0,1               |
| 9     | Guan Yingnan          | Volksrepublik China          | 6,55         | 6,55 / +0,1               | 6,44 / −1,3               | x                         |
| 10    | Yelena Pershina       | Kasachstan                   | 6,51         | 6,29 / −0,2               | 6,39 / ±0,0               | 6,51 / +0,1               |
| 11    | Tatjana Ter-Mesrobjan | Russland                     | 6,47         | 6,47 / −0,2               | x                         | x                         |
| 12    | Wiktorija Werschynina | Ukraine                      | 6,44         | 6,36 / −0,7               | 6,40 / −0,7               | 6,44 / +0,5               |
| 13    | Chantal Brunner       | Neuseeland                   | 6,40         | 6,40 / ±0,0               | 6,34 / −0,6               | 6,27 / +0,3               |
| 14    | Tünde Vaszi           | Ungarn                       | 6,39         | 6,31 / +0,9               | 6,12 / ±0,0               | 6,39 / −0,3               |
| 15    | Niki Xanthou          | Griechenland                 | 6,34         | x                         | 6,34 / +0,2               | 6,25 / +0,2               |
| 16    | Sharon Jaklofsky      | Niederlande                  | 6,31         | 6,31 / +0,9               | x                         | x                         |
| 17    | Eva Dolezalová        | Tschechien                   | 6,22         | 6,22 / −0,8               | x                         | x                         |
| NM    | Flora Hyacinth        | Amerikanische Jungferninseln | ogV          | x                         | x                         | r                         |

## Finale
23. August 1999, 20:05 Uhr
| Platz | Name               | Nation         | Resultat (m) | 1. Versuch (m) Wind (m/s) | 2. Versuch (m) Wind (m/s) | 3. Versuch (m) Wind (m/s) | 4. Versuch (m) Wind (m/s)                     | 5. Versuch (m) Wind (m/s)                     | 6. Versuch (m) Wind (m/s)                     |
| 1     | Niurka Montalvo    | Spanien        | 7,06 NR      | 6,80 / −0,5               | 6,77 / ±0,0               | x                         | 6,88 / ±0,0                                   | x                                             | 7,06 / −0,1                                   |
| 2     | Fiona May          | Italien        | 6,94         | 6,92 / −0,3               | x                         | 6,94 / −0,2               | x                                             | x                                             | 6,87 / −0,1                                   |
| 3     | Marion Jones       | USA            | 6,83         | 6,79 / +0,4               | 6,62 / ±0,0               | 6,73 / −0,1               | x                                             | 6,83 / −0,2                                   | x                                             |
| 4     | Ljudmila Galkina   | Russland       | 6,82         | 6,70 / ±0,0               | 6,71 / −0,1               | 6,52 / −0,3               | 6,64 / −0,5                                   | 6,68 / −0,2                                   | 6,82 / ±0,0                                   |
| 5     | Joanne Wise        | Großbritannien | 6,75         | 6,75 / −0,3               | 6,55 / −0,4               | 6,46 / −0,2               | 6,69 / −0,3                                   | 4,83 / −0,4                                   | 6,71 / −0,1                                   |
| 6     | Dawn Burrell       | USA            | 6,74         | 6,60 / +0,2               | 6,74 / ±0,0               | 6,51 / −0,2               | 6,69 / ±0,0                                   | 6,57 / +0,2                                   | 4,84 / −0,4                                   |
| 7     | Susen Tiedtke      | Deutschland    | 6,68         | 6,68 / −0,1               | x                         | x                         | x                                             | x                                             | 6,59 / −0,1                                   |
| 8     | Maurren Higa Maggi | Brasilien      | 6,68         | x                         | 6,53 / ±0,0               | 6,68 / +0,1               | x                                             | 6,47 / −0,1                                   | x                                             |
| 9     | Nicole Boegman     | Australien     | 6,63         | 6,63 / −0,3               | 6,48 / −0,3               | 6,52 / −0,1               | nicht im Finale der besten acht Springerinnen | nicht im Finale der besten acht Springerinnen | nicht im Finale der besten acht Springerinnen |
| 10    | Erica Johansson    | Schweden       | 6,63         | x                         | x                         | 6,63 / −0,1               | nicht im Finale der besten acht Springerinnen | nicht im Finale der besten acht Springerinnen | nicht im Finale der besten acht Springerinnen |
| 11    | Olga Rubljowa      | Russland       | 6,56         | 6,56 / +0,9               | 6,49 / ±0,0               | 6,34 / −0,3               | nicht im Finale der besten acht Springerinnen | nicht im Finale der besten acht Springerinnen | nicht im Finale der besten acht Springerinnen |
| 12    | Shana Williams     | USA            | 6,52         | 6,49 / −0,3               | x                         | 6,52 / ±0,0               | nicht im Finale der besten acht Springerinnen | nicht im Finale der besten acht Springerinnen | nicht im Finale der besten acht Springerinnen |

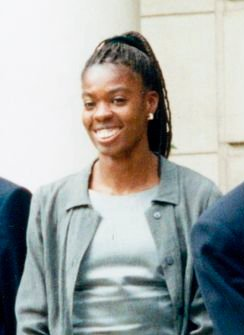
Weltmeisterin Niurka Montalvo, jetzt für Spanien am Start, war 1995 als Kubanerin Vizeweltmeisterin
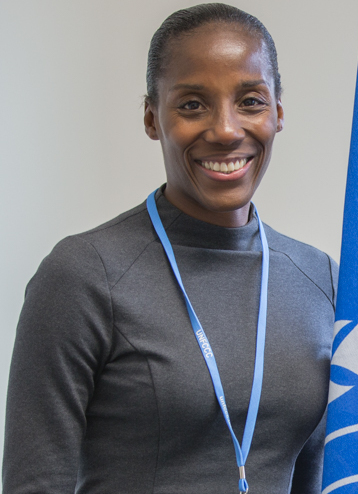
Vizeweltmeisterin Fiona May ergänzte ihre Sammlung um eine weitere Medaille
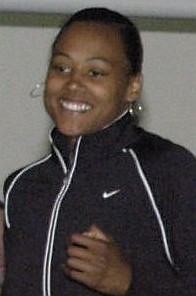
Bronzemedaillengewinner Marion Jones – sie war bisher vor als Sprinterin erfolgreich

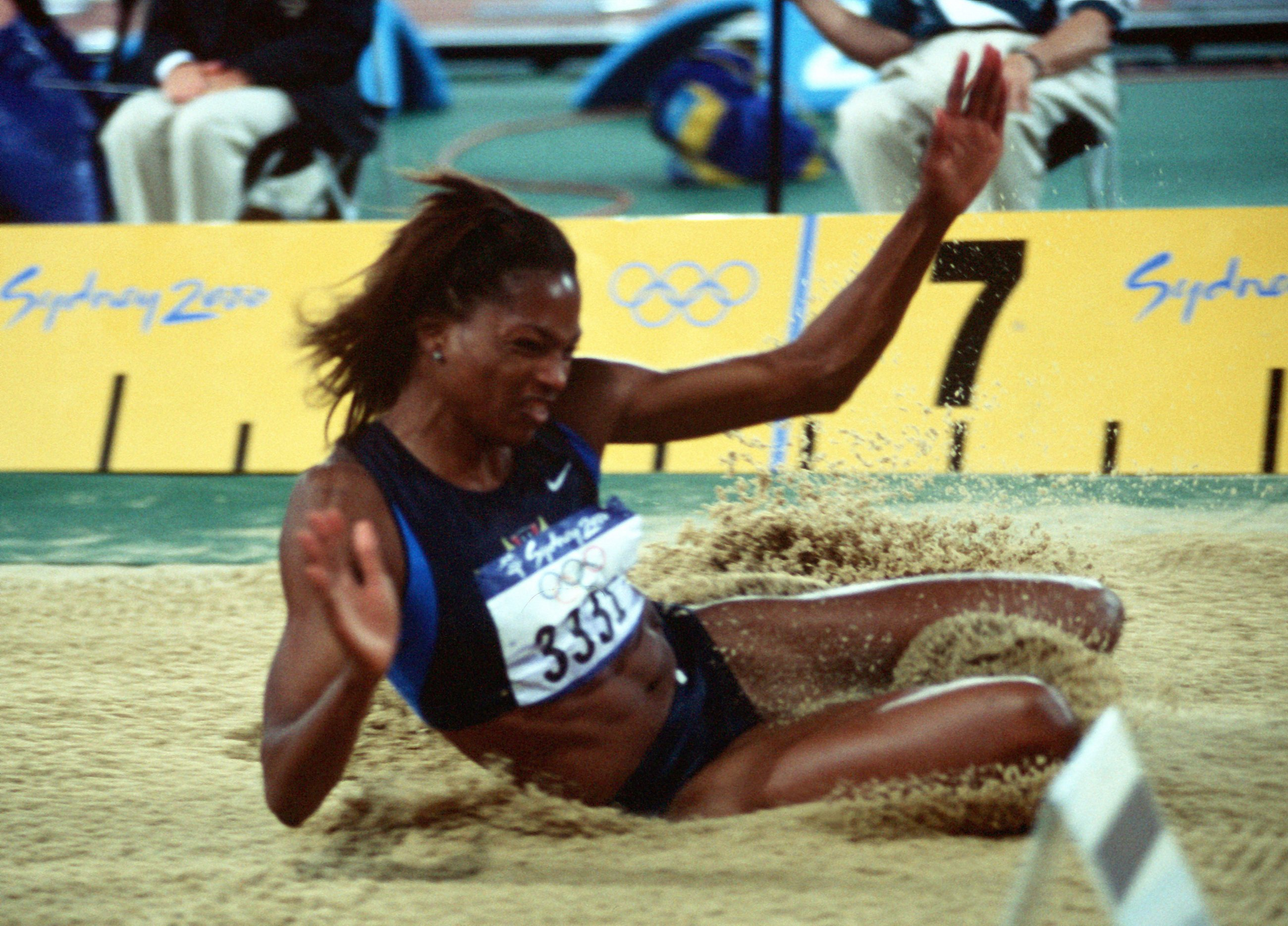
Dawn Burrell belegte Rang sechs
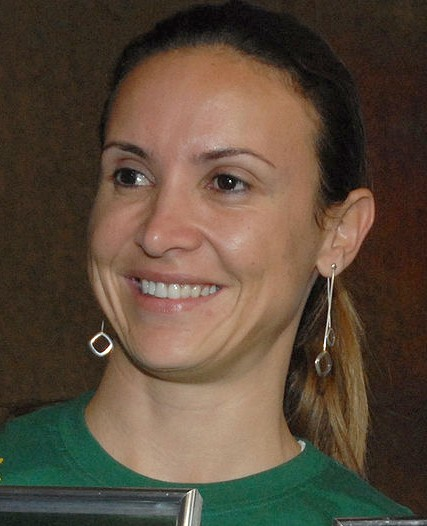
Maurren Higa Maggi kam auf den achten Platz

## Video
- Long Jump Women's 1999 World Championships auf youtube.com, abgerufen am 30. Juli 2020